# Национальная школа хартий
Национальная школа хартий (фр. École nationale des chartes, сокращенное название: «ENC») — французское государственное специализированное учреждение высшего образования в подчинении министерства высшего образования и научных исследований. Основана в 1821 году.
Национальная школа хартий располагается в Париже в Латинском квартале и специализируется на вспомогательных исторических дисциплинах. Выпускники школы: архивисты-палеографы, историки, филологи работают хранителями в архивах, библиотеках или занимаются исследовательской и преподавательской деятельностью. С 2005 года школа присваивает степень магистра, а с 2011 года — степень доктора наук.
В разное время школу возглавляли известные французские историки Жан-Антуан Летронн и Жюль Этьен Жозеф Кишра.

## История становления и развития
Идея создания специализированного учебного заведения для архивистов была впервые высказана Лашером в 1735 году, но осуществлена была только после Великой французской революции, когда с национализацией архивов эпохи Старого порядка встал вопрос об их обработке. Школа была создана в 1821 году по плану известного публициста Дежерандо. Ещё в 1806 году он представлял Наполеону I гораздо более широкий план такого института, но тогда план не осуществился, и только в 1821 году последовал королевский ордонанс Людовика XVIII об учреждении «Школы хартий» (École des Chartes) для подготовки архивистов.
Первыми профессорами были назначены аббат Лепи́н (Lespine), уже в течение 20 лет заведовавший отделением рукописей в Королевской библиотеке, и Павилье́ (M. Pavillet), начальник исторической секции королевских архивов.
Вначале полагалось иметь 12 слушателей, отобрать которых было поручено Академии надписей и изящной словесности. Школа неудачно была разделена на 2 отделения: одно — из 6 слушателей, подготавливаемых для библиотек, другое также из 6 слушателей — для архивов. Слушателям полагалось содержание, и в 1823 году было решено, что курс должен продолжаться два года. Но через год содержание слушателям выплачивать прекратили, школа стала клониться к упадку, и преподавание прекратилось на пять лет.
Предложенный в 1828 году план восстановления Школы хартий, хотя и утверждённый королём, не осуществился, и новая эпоха для школы началась с деятельности Франсуа Гизо в качестве министра внутренних дел, хотя кратковременной, но достаточной для того, чтобы поставить Школу хартий на надлежащую основу. Он объединил оба отделения школы, сосредоточив всё преподавание в одном месте при публичной библиотеке, вверил элементарный курс Лепи́ну, а на кафедру дипломатики и палеографии пригласил опытного в архивном деле Шампольона-Фижака. Аббат Лепин скоро скончался (1831), на его место руководителем элементарного курса был поставлен Бенжамен Герар, выпускник этой школы 1822 года.
Под влиянием Гизо изменился весь уклад школы; в 1839 году её прежние выпускники (всего до 1839 года 48 выпускников), вместе с её слушателями, образовали научное общество при Школе хартий (Société de l’Ecole royale des Chartes), бюро которого состояло из профессоров школы и членов управления (управляющей комиссии). Это общество стало издавать «Bibliothèque de l’Ecole des Chartes» («Библиотеку Школы хартий»), первый том которой был издан в 1839 году, и затем издание постоянно продолжалось. Герар, назначенный директором школы, удачно повёл дело её развития: состав профессоров стал увеличиваться, 8 слушателям стали назначаться от правительства стипендии по 600 франков. Вступление в школу стало требовать предварительное получение степени bachelier ès lettres (соответствовавшей учёной степени кандидата историко-филологического факультета России XIX века); курс стал трехгодичным, и ежегодно проводились экзамены.
К концу 1840-х годов подъем школы был отмечен компетентными лицами, и когда в министерстве внутренних дел (1850) образовалось центральное управление всеми департаментскими архивами, то декретом 4 февраля 1850 года Школа хартий получила важную привилегию: в архивисты, управляющие департаментскими архивами, назначались только окончившие курс в Школе хартий (с званием archiviste-paléographe), и лишь при отсутствии таковых — посторонние лица и по особому экзамену. Эта привилегия, равно как изменения, проведённые директором этой школы Гераром (остававшимся директором до самой смерти в 1852 году; место его занял сначала Натали де Вальи, а с 1868 года Леон Лакабан, и деятельное участие школы в реорганизации (с 1850) всего архивного дела Франции доставили школе значение национального учреждения. Развитие этого учреждения заставило и всё французское общество обратить внимание на Школу хартий; в неё потекли пожертвования, особенно книгами и рукописями, и она обзавелась собственной довольно богатой библиотекой и имела значительный годовой бюджет.
Далеко не сразу выпускники Школы Хартий получили монополию на должности архивистов в государственном секторе, но именно они сформировали классическую доктрину французского архивоведения. В 1990 году обсуждался проект модернизации Школы Хартий, но в результате разногласий была в 1991 году создана отдельная «Высшая прикладная школа — Школа (Институт) Национального достояния».

## Обучение

### Диплом «Архивист-палеограф»
В Национальное школе хартий выдаётся диплом по особой специальности, архивист-палеограф. Обучение по программе «Архивист-палеограф» длится 3 года и 9 месяцев. Этот старейший учебный цикл школы был постепенно модернизирован, начиная с 1960-х годов. Прошедшие конкурс и завершившие обучение шартисты имели право занимать должности хранителей национального достояния в архивах и библиотеках. С 1991 года система набора хранителей изменилась, но научный престиж Школы, особенно в области вспомогательных исторических дисциплин, остался высок. По окончании учёбы шартисты должны написать дипломную работу, дающую право на получение диплома архивиста-палеографа. Эти работы, как правило, публикуются в серии «Библиотека Школы Хартий».

### Магистратура «История и новые технологии».
В 2005 году в школе хартий была открыта магистратура «История и новые технологии». По этой программе ежегодно проходят обучение 20 студентов, в том числе из Историко-архивного института РГГУ.
- Расписание первого курса магистратуры состоит из общих и профильных дисциплин, в зависимости от выбранной специализации:

1. средневековые архивы;
2. современные архивы;
3. рукописи и литература Средневековья;
4. история книги и информационных носителей (XVI—XXI вв.);
5. история искусства и археологии.

- На втором курсе магистратуры студентам помимо лекций предлагается два вида деятельности: научное исследование (письменная работа) или создание мультимедийного продукта.

## Выпускники и преподаватели
См. также: Категория:Выпускники Национальной школы хартий
См. также: Категория:Преподаватели Национальной школы хартий